# Iglesia de Nuestra Señora de la Asunción (Navardún)
La iglesia de Nuestra Señora de la Asunción en Navardún es una iglesia de estilo románico oscense del siglo XII dedicada a la Asunción de María. Fue donada el año 991 al Monasterio de Leyre, siendo el papa Inocencio III, el año 1181, quien confirmó la misma.
El templo posee una sola nave y ábside semicircular cubierta por bóveda estrellada del siglo XVI. La iglesia se encuentra en buen estado de conservación.
El patrimonio artístico de la iglesia cuenta con varios retablos, uno de ellos, del siglo XVI y otro del siglo XVII.